# Álvaro Carlevaro
Álvaro Carlevaro (* 1957 in Montevideo) ist ein uruguayischer Komponist, Gitarrist und Musikpädagoge.

## Leben
Carlevaro studierte von 1979 bis 1985 an der Escuela Universitaria de Música der Universidad de la República Gitarre bei Abel Carlevaro und Eduardo Fernández sowie Musiktheorie. Von 1982 bis 1986 war er zudem Kompositionsstudent Héctor Tosars. Von 1988 bis 1992 setzte er das Kompositionsstudium als Stipendiat des DAAD an der Musikhochschule Stuttgart bei Helmut Lachenmann fort. 1990 nahm er an der Internationalen Komponistenwerkstatt des Ensemble Modern in Frankfurt teil. 1993 erhielt er ein Heinrich-Strobel-Stipendium des Südwestfunks. Weiterhin war er Stipendiat der Akademie Schloss Solitude.
1992 und 1994 nahm er als Komponist an den Weltmusiktagen der Internationalen Gesellschaft für Neue Musik teil. Seine Kompositionen wurden bei Festivals in Deutschland und der Schweiz aufgeführt und von verschiedenen Rundfunkanstalten produziert. Er erhielt Kompositionsaufträge u. a. des WDR Sinfonieorchesters, des Radio-Sinfonieorchesters Stuttgart des SWR und des Konzerthausorchesters Berlin unter Dirigenten wie Lothar Zagrosek, Johannes Kalitzke, Marcus Creed und Kaspars Putniņš. Carlevaro lebt als freischaffender Komponist in Stuttgart.

## Werke
- otoño del ángel – un homenaje nach einem Gedicht von Julio César Casal
- repiqueteo für Oboe (Englischhorn), Kontrabass, Schlagzeug, Klavier und 4 ad-hoc Spieler
- tembleke für Orchester